# Застава Аргентине
Застава Аргентине потиче из 1812. године. Састоји се од три хоризонталне траке. У средини се налази бела док су горња и доња трака светлоплаве боје. Године 1818. у средишњи део заставе додато је симболички приказано жуто Сунце.
Застава са Сунцем се зове „Званична застава за прославе“ (шпански Bandera Oficial de Ceremonia). Застава без Сунца се назива орнаментална (украсна) застава (шпански Bandera de Ornato)- и није званична застава. Иако се обе сматрају заставама ове земље украсна верзија увек долази испод званичне.

## Галерија
- Народна застава
- Застава Аргентине
(1818)
- Застава Аргентинске конфедерације
(1850)